# Armin Wegner

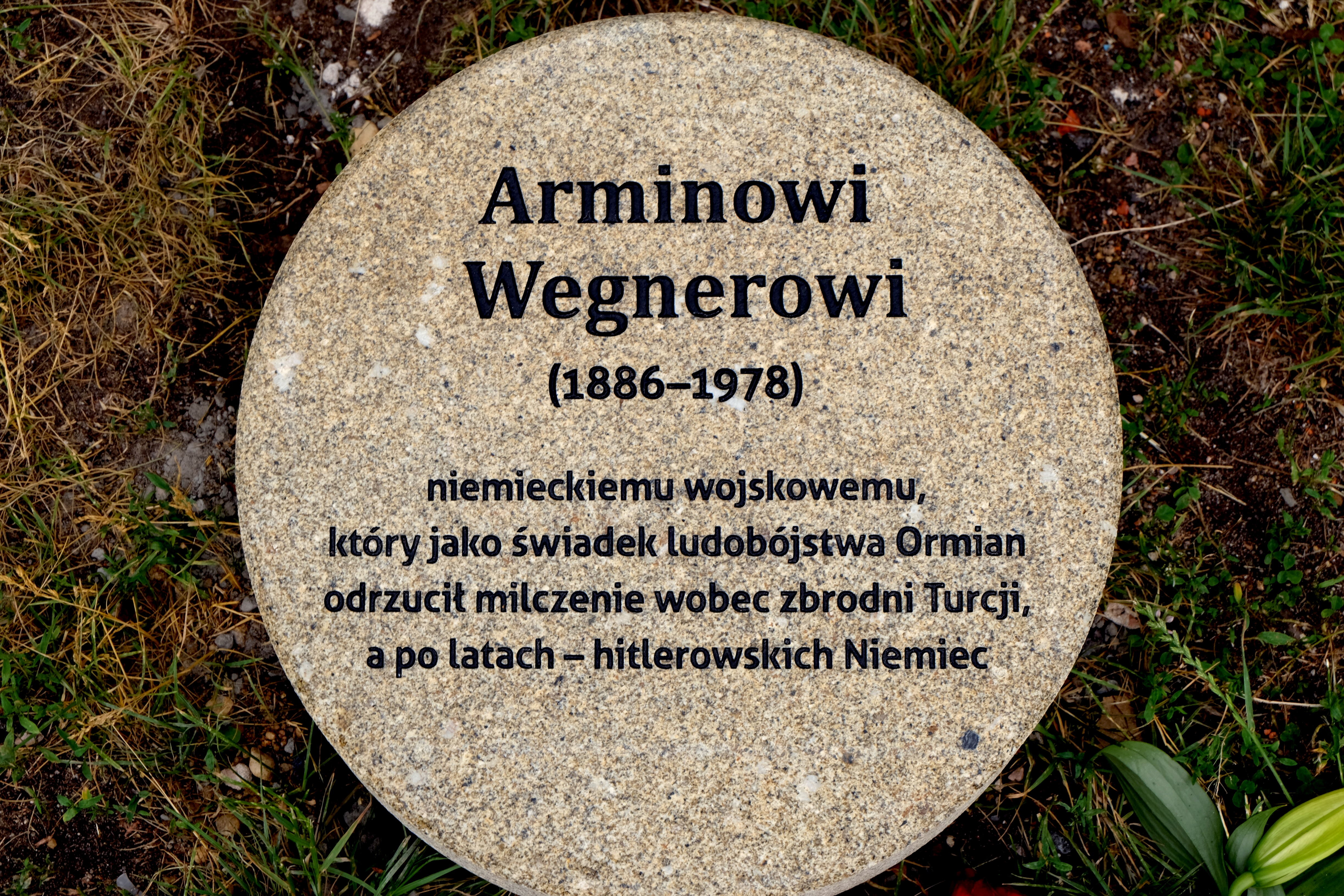
Obelisk upamiętniający Armina Wegnera w Ogrodzie Sprawiedliwych w Warszawie

Armin Wegner (ur. 1886, zm. 1978) – niemiecki lekarz, pisarz i działacz na rzecz praw człowieka wyróżniony między innymi tytułem Sprawiedliwy wśród Narodów Świata.

## Życiorys
W czasie I wojny światowej jako lekarz wojskowy był świadkiem ludobójstwa Ormian (1915–1917). Jego fotografie z 1915–16 roku mają obecnie zasadnicze znaczenie dla udokumentowania tych wydarzeń w dzisiejszej wschodniej Turcji i północnej Syrii. W 1933 za obronę Żydów w nazistowskich Niemczech został deportowany do obozu koncentracyjnego, a w 1967 wyróżniony przez Instytut Jad Waszem tytułem Sprawiedliwy wśród Narodów Świata. W 1956 został odznaczony Orderem Zasługi, a w 1968 odznaczony Orderem św. Grzegorza.  
W czerwcu 2018 w warszawskim Ogrodzie Sprawiedliwych odsłonięty został kamień upamiętniający jego osobę i posadzono drzewo pamięci.